# Meyer Werft
Meyer Werft GmbH è un'azienda tedesca attiva nel campo della cantieristica navale, una delle più grandi d'Europa nel suo settore.
Fondata nel 1795, ha iniziato la sua attività costruendo piccole navi di legno. Dal 1997 forma parte del gruppo Meyer Neptun, insieme a Neptun Werft di Rostock. Nel 2014, la società ha aggiunto al gruppo il cantiere di Turku, in Finlandia. Da allora è anche costruttore di navi passeggeri di lusso. Nel cantiere sono state costruite 700 navi di diversi tipi. Il capannone Dock 2 è il terzo più grande capannone per la costruzione di navi e il quinto più grande volume utilizzabile al mondo a partire dal 2022. Il cantiere navale è una pietra miliare dell'European Route of Industrial Heritage.

## Storia
Il cantiere navale è stato fondato all'inizio del 1795 da Willm Rolf Meyer come molo per la costruzione di piccole navi di legno. Josef Lambert Meyer iniziò la costruzione di piroscafi in ferro nel 1874. 
Durante la pandemia COVID-19, Meyer Werft si è trovata in difficoltà finanziarie a causa dell'aumento dei costi energetici e dei materiali per i contratti di costruzione navale. Nel 2024, Meyer Werft aveva bisogno di 2,8 miliardi di euro per completare gli ordini esistenti, ma non era in grado di ottenere finanziamenti dalle banche. Lo Stato tedesco e gli Stati della Germania sono stati invitati a sostenere il cantiere navale in difficoltà. Il cancelliere Olaf Scholz ha proclamato la rilevanza sistemica di Meyer Werft a metà agosto 2024 e ha segnalato la disponibilità a dare una mano, in attesa dell'approvazione del Bundestag e della Commissione europea. Il 13 settembre 2024, la commissione di bilancio del parlamento tedesco ha votato il piano di salvataggio del governo. Una ricerca di Handelsblatt ha mostrato che il Ministero federale delle Finanze si era rivolto alla commissione in un dossier segreto, sottolineando la potenziale importanza del cantiere per i progetti militari in caso di aumento delle tensioni globali. Tuttavia, Max Johns, professore di gestione marittima presso l'HSBA, ha definito l'affermazione dell'importanza di Meyer Werft per i progetti militari una “ricerca retroattiva di ragioni” dopo che i politici avevano già promesso di aiutare e che ThyssenKrupp Marine Systems e Lürssen erano già disponibili.
I contratti sono stati firmati il 16 settembre 2024, con il governo tedesco che ha acquisito l'80% dell'azienda per 400 milioni di euro. Una settimana dopo la firma, sono state scoperte delle malversazioni sistemiche nella contabilità della gestione, con la direzione che apparentemente non era a conoscenza dello stato effettivo dei progetti della Meyer Werft e non aveva mai prodotto i bilanci mensili.

## Compagnia

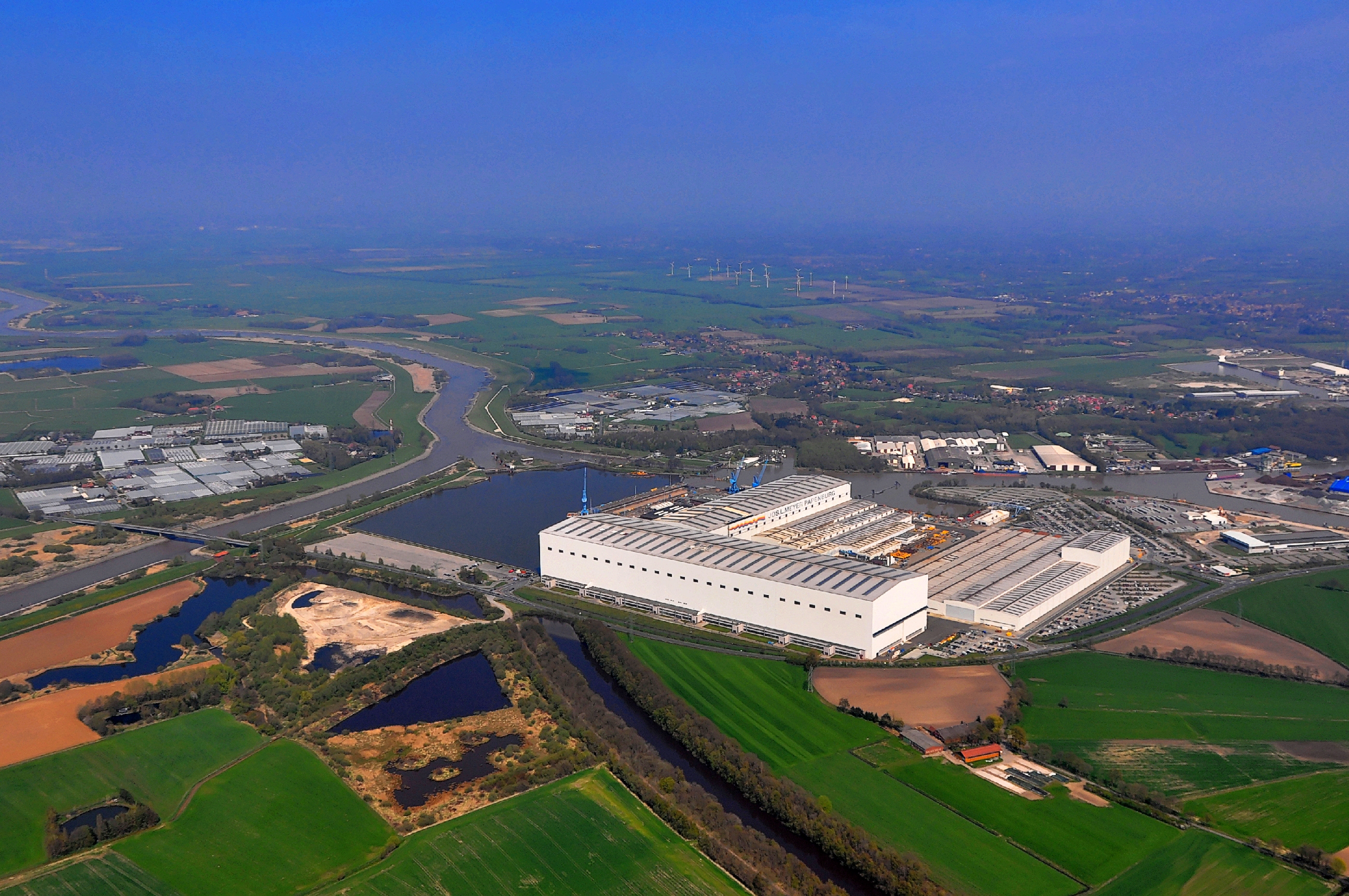
Veduta aerea del cantiere navale di Papenburg.

Meyer Werft ha ottenuto il riconoscimento internazionale attraverso la costruzione di traghetti roll-on / roll-off, traghetti passeggeri, navi cisterna adibiti a trasporto idrocarburi, navi portacontainer, traghetti per bestiame e recentemente per le navi da crociera.
Meyer Werft è uno dei più grandi cantieri navali del mondo con circa 3300 dipendenti e ospita i più grandi bacini di carenaggio coperti del mondo. Il primo molo coperto fu inaugurato nel 1987 ed era lungo 370 metri, largo 101,5 metri e alto 60 metri. Nel 1990 il bacino fu esteso di altri 100 metri. Nel 2004 è stato costruito un secondo molo coperto, lungo 504 metri, largo 125 metri e con un'altezza di 75 metri.
A causa della sua posizione a monte del fiume Ems, le navi da consegnare all'armatore devono compiere un viaggio di 36 km verso la baia di Dollart. Fino al completamento della barriera fluviale dell'Ems (Emssperrwerk) nel 2002, il viaggio era possibile solo con l'alta marea.
Nel settembre 2014 Meyer Werft ha acquisito il 70% di STX Finland e del cantiere navale Turku STX Finland Oy da STX Europe. Il cantiere fu ribattezzato Meyer Turku Oy. Meyer Werft ha acquisito il restante 30% nel 2015.

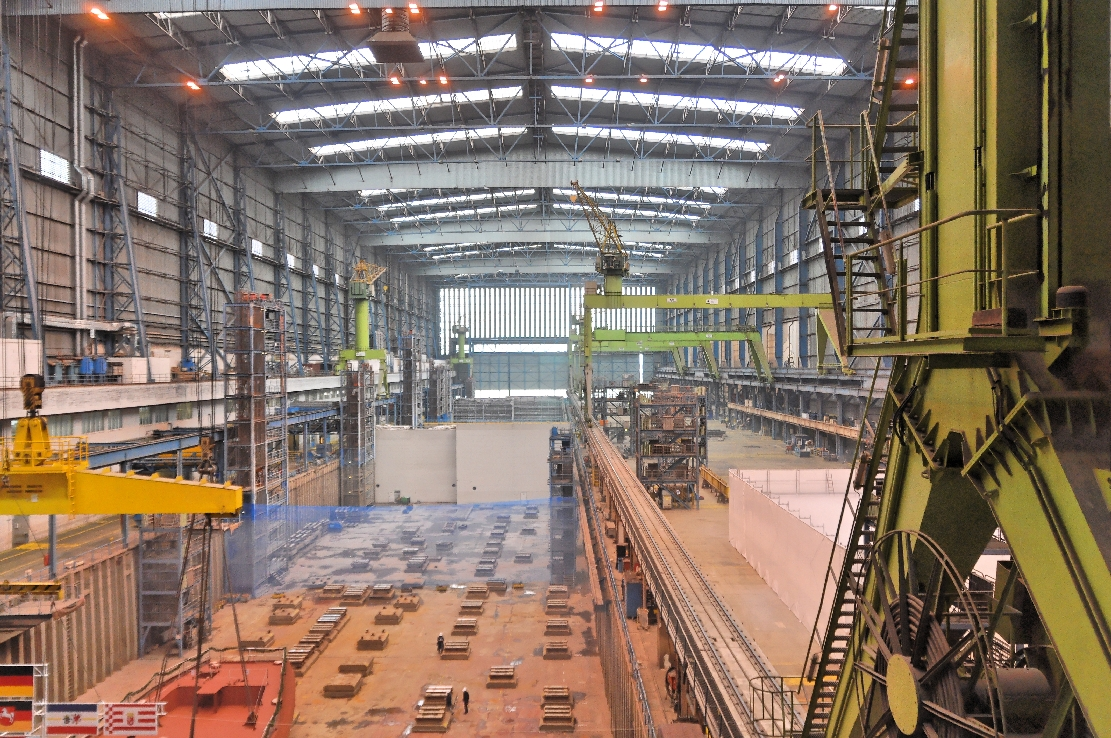
Vista dall'interno del cantiere a Papenburg

2024: Lo Stato potrebbe assumerne fino al 90%. Approvato dalla Commissione UE nel dicembre 2024.

## Clientela
Oltre che per la propria marina nazionale, tra i clienti principali figurano, in Europa, la marina finlandese con la classe Kuha.

## Navi
Elenco non esaustivo delle navi costruite da Meyer Werft:

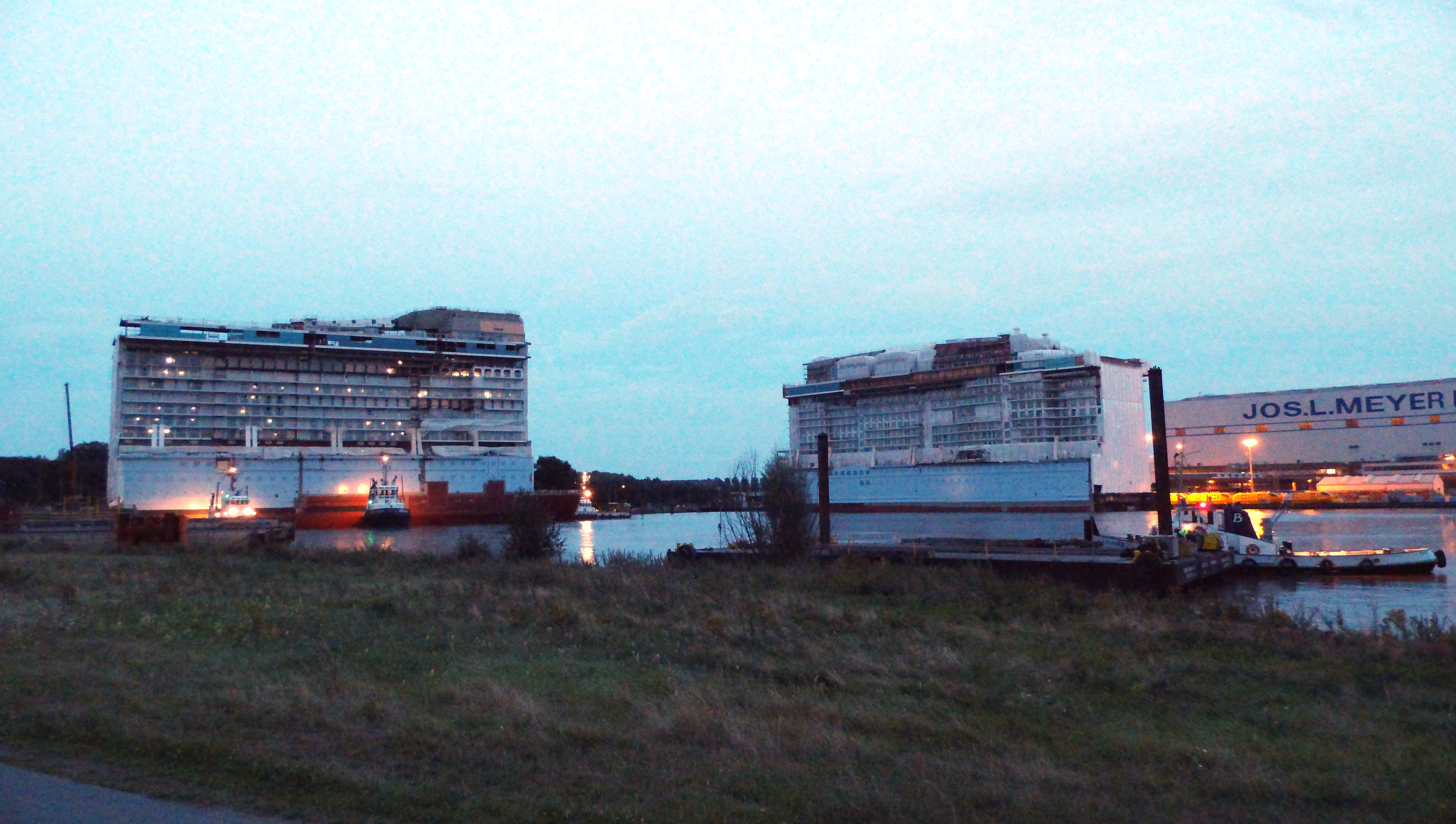
Blocchi della nave da crociera Anthem of the Seas in costruzione a Papenburg

- 1980 - Estonia
- 1985 - Marella Dream
- 1988 - Balmoral
- 1991 - Monarch of the Seas
- 1993 - Silja Europa
- 1995 - Celebrity Century
- 1996 - Celebrity Galaxy
- 1997 - Celebrity Mercury
- 1997 - Rhapsody of the Seas
- 1999 - SuperStar Virgo
- 2000 - MV Aurora
- 2004 - Jewel of the Seas
- 2007 - AIDAdiva
- 2008 - AIDAbella
- 2008 - Celebrity Solstice
- 2009 - AIDAluna
- 2009 - Celebrity Equinox
- 2010 - Celebrity Eclipse
- 2010 - AIDAblu
- 2011 - AIDAsol
- 2011 - Disney Dream
- 2012 - Disney Fantasy
- 2014 - Norwegian Getaway
- 2014 - Quantum of the Seas
- 2015 - Anthem of the Seas
- 2016 - Ovation of the Seas
- 2018 - AIDAnova
- 2019 - Spectrum of the Seas
- 2020 - Costa Smeralda

## Cantieri navali
Attualmente Meyer Werft GmbH possiede tre cantiere navali, di cui due in Germania e uno in Finlandia
- Meyer Werft (Papenburg)
- Neptun Werft (Rostock)
- Meyer Turku (Turku)